# Star Wars: Modstandsbevægelse
Star Wars: Modstandsbevægelse (originaltitel: Star Wars Resistance) er en amerikansk 3D CGI animations-tv-serie produceret af Lucasfilm Animation.

## Medvirkende
- Christopher Sean[1] som Kazuda Xiono[2]
- Scott Lawrence[1] som Jarek Yeager[2]
- Josh Brener[1] som Neeku Vozo[2]
- Suzie McGrath[1] som Tam Ryvora[2]
- Bobby Moynihan[1] som Orka[2]
- Jim Rash[1] som Flix[2]
- Donald Faison[1] som Hype Fazon[2]
- Myrna Velasco[1] som Torra Doza[2]
- Lex Lang[1] som Major Elrik Vonreg[2]
- Stephen Stanton as Griff Halloran[3]
- Jason Hightower[1] som kaptajn Imanuel Doza[2]
- Mary Elizabeth McGlynn som Freya Fenris[3]
- Dave Filoni som Bo Keevil[3]
- Sumalee Montano som Agent Tierny[4]

### Tilbagevendende
- Oscar Isaac som Poe Dameron[1]
- Gwendoline Christie som kaptajn Phasma (sæson 1)[1]
- Ellen Dubin som kaptajn Phasma (sæson 2)
- Liam McIntyre som kommandør Pyre[5]
- Elijah Wood som Jace Rucklin[6]
- Carolyn Hennesy[7] som General Leia Organa[2]
- Tovah Feldshuh som Aunt Z
- Nazneen Contractor som Synara San[8]

droid BB-8 ses meste af første sæson.

### Gæster
- Anthony Daniels som C-3PO
- Rachael MacFarlane som Lin Gaava
- Frank Welker som Chelidae
- Matthew Wood som Ello Asty og Kylo Ren[4]
- Domhnall Gleeson som General Hux (sæson 1)
- Ben Prendergast som General Hux (sæson 2)
- Joe Manganiello som Ax Tagrin[4]
- Daveed Diggs som Norath Kev[4]
- Lucy Lawless som the Aeosian Queen[4]
- Cherami Leigh som Mia Gabon

## Afsnit

### Serieoversigt
| Sæson | Sæson | Afsnit | Oprindelig sendt | Oprindelig sendt |
| Sæson | Sæson | Afsnit | Start            | Slut             |
| ----- | ----- | ------ | ---------------- | ---------------- |
|       | 1     | 21     | 7. oktober, 2018 | 17. marts, 2019  |
|       | 2     | 19     | 6. oktober, 2019 | 26. januar, 2020 |